# Stazione di Sant'Antimo-Sant'Arpino
La stazione di Sant'Antimo-Sant'Arpino è una fermata ferroviaria posta sul tronco comune alle linee Napoli-Foggia e Roma-Formia-Napoli. Serve i centri abitati di Sant'Antimo e di Sant'Arpino.

## Storia
La stazione venne inaugurata il 7 maggio 1867, con l'apertura della tratta Napoli-Caserta della linea Napoli-Foggia, e dal 5 luglio 1928 viene attraversata anche dai treni della linea Roma-Formia-Napoli, con l'apertura completa di quest'ultima.

## Strutture e impianti
La stazione dispone di 2 binari passanti per il servizio viaggiatori, il numero 1 in direzione Caserta o Villa Literno, il numero 2 in direzione Napoli Centrale. Originariamente e fino ai primi anni 2000, erano presenti 3 binari e 3 tronchini per lo scalo merci, dismesso negli anni 1990.

## Movimento
La fermata è servita da treni regionali svolti da Trenitalia nell'ambito del contratto di servizio stipulato con la Regione Campania.
Nel 2007, il traffico giornaliero medio era di 1132 unità.

## Servizi
- Servizi igienici[2]
- Bar[2]